# Піт Реймонд
Піт Реймонд (англ. Pete Raymond, 21 січня 1947) — американський академічний веслувальник.
Срібний призер Олімпійських Ігор 1972 року в складі вісімки, учасник 1968 року.